# Idiostatus middlekaufi
Idiostatus middlekaufi là một loài côn trùng trong họ Tettigoniidae. Nó là loài đặc hữu của Hoa Kỳ.